# Marco Chiudinelli
Marco Chiudinelli (Basilea, 10 settembre 1981) è un allenatore di tennis ed ex tennista svizzero, che nel 2014 ha conquistato la Coppa Davis con la Svizzera.

## Carriera
Marco Chiudinelli ha iniziato la sua carriera da professionista nel 2000. Ha partecipato per la Svizzera in Coppa Davis negli anni 2005, 2007 e 2009, vincendo quattro match e perdendone altrettanti. Le sue migliori prestazioni nei Grandi Slam sono state nel 2006 e nel 2009 allo US Open dove, in entrambi i casi, ha raggiunto il terzo turno. 
Allo US Open 2006 si è spinto fino al 3º turno battendo il tennista spagnolo Feliciano López 3-6, 6-3, 4-6, 6-4, 6-3, ma successivamente è stato battuto dal tennista francese Richard Gasquet 7–6(2), 6-3, 2-6, 7–6(2). Nel 2009, sempre allo US Open, ha raggiunto nuovamente il 3º turno battendo prima l'italiano Potito Starace al 1º turno, poi il russo Michail Južnyj 2-6, 7–6(3), 6-4, 6-3 al 2º. L'avventura nel Grande Slam americano del tennista svizzero è terminata al 3º turno, dove è stato battuto dall'allora 8º al mondo Nikolaj Davydenko.
Sempre nel 2009, Marco ha partecipato al Thailand Open battendo al 1º turno il tedesco Florian Mayer 6-3, 6-3, al 2º il russo Marat Safin in due set 6-3 7–6(4), per poi perdere ai quarti di finale con il francese Jo-Wilfried Tsonga. L'ultimo torneo del 2009 a cui Chiudinelli ha partecipato, è stato quello di Basilea nel quale ha raggiunto le semifinali, per poi essere battuto dal suo connazionale, amico d’infanzia e numero 1 al mondo Roger Federer.

## Statistiche

### Doppio

#### Vittorie (1)
| Legenda doppio                  |
| Grande Slam (0)                 |
| ATP World Tour Finals (0)       |
| ATP World Tour Masters 1000 (0) |
| ATP World Tour 500 (0)          |
| ATP World Tour 250 (1)          |

| Numero | Data          | Torneo                             | Superficie  | Compagno       | Avversari in finale             | Punteggio |
| 1.     | 2 agosto 2009 | Allianz Suisse Open Gstaad, Gstaad | Terra rossa | Michael Lammer | Jaroslav Levinský Filip Polášek | 7-5, 6-3  |

#### Finali perse (3)
| Legenda doppio                  |
| Grande Slam (0)                 |
| ATP World Tour Finals (0)       |
| ATP World Tour Masters 1000 (0) |
| ATP World Tour 500 (0)          |
| ATP World Tour 250 (3)          |

| Numero | Data           | Torneo                             | Superficie  | Compagno             | Avversari in finale                   | Punteggio         |
| 1.     | 16 luglio 2006 | Allianz Suisse Open Gstaad, Gstaad | Terra rossa | Jean-Claude Scherrer | Jiří Novák Andrei Pavel               | 3-6, 1-6          |
| 2.     | 14 giugno 2009 | Halle Open, Halle (1)              | Erba        | Andreas Beck         | Christopher Kas Philipp Kohlschreiber | 3-6, 4-6          |
| 3.     | 15 giugno 2014 | Halle Open, Halle (2)              | Erba        | Roger Federer        | Andre Begemann Julian Knowle          | 6-1, 5-7, [10-12] |